# Walter Barnes
Walter Lee Barnes (* 26. Januar 1918 in Parkersburg, West Virginia; † 6. Januar 1998 in Los Angeles, Kalifornien) war ein US-amerikanischer Schauspieler und Profi-Footballspieler. Als Schauspieler war er vor allem in den Genres Western und Abenteuerfilm aktiv. Als Footballspieler wurde er meist Walt Barnes genannt. Seine Spitznamen während seiner Zeit als Schauspieler waren Piggy Barnes und Barney Barnes.

## Leben und Tätigkeit
Über die frühen Jahre von Walter Barnes ist wenig bekannt. 1946/47 spielte er American Football an der Louisiana State University, von 1948 bis 1951 war er Profispieler bei den Philadelphia Eagles. Erst im Alter von fast 40 Jahren begann er 1957 seine Karriere als Schauspieler. Bis 1959 spielte er in einigen amerikanischen Spielfilmen und Fernsehserien überwiegend aus dem Genre Western mit, darunter Rauchende Colts (1957/58), Bronco (1958) und Rio Bravo (1959).
Von 1960 bis 1969 lebte und arbeitete Barnes überwiegend in Europa und war vor allem in italienischen Produktionen zu sehen. Außer in zahlreichen Italowestern trat er auch in Abenteuerfilmen, vor allem Piratenfilmen, auf. Auch in einer Reihe von deutschen Filmen wirkte er mit, hier sind in erster Linie einige Karl-May-Filme zu nennen: Winnetou 1. Teil (1963), Unter Geiern (1964), Der Ölprinz (1965) sowie Winnetou und das Halbblut Apanatschi (1966).
1969 kehrte er in die USA zurück, wo er weiter in zahlreichen Filmen, Fernsehfilmen und -serien tätig war, darunter High Chaparral (1970), Ein Fremder ohne Namen (1973), Geier kennen kein Erbarmen (1973), Elliot, das Schmunzelmonster (1977) und Fackeln im Sturm (1985). Zunehmend krank und gebrechlich beendete Barnes 1989 seine Karriere vor der Kamera und zog in ein Altenheim für Schauspieler nach Woodland Hills (Los Angeles). 1991 sprach er noch eine Rolle in der amerikanischen Fassung des japanischen Zeichentrickfilms Sohryuden. Kurz vor seinem 80. Geburtstag starb Walter Barnes 1998 an den Folgen von Diabetes.
Barnes wirkte insgesamt an etwa 90 Film- und Fernsehproduktionen mit, davon wurden über 50 auch in deutscher Fassung gezeigt.

## Familie
Walter Barnes war zeitweilig mit der Deutschen Britta Wendel verheiratet, die einige kleinere Auftritte in italienischen Filmen hatte, darunter Fellinis Roma (1972) von Federico Fellini. Ihre gemeinsame Tochter, bürgerlich Daniela Barnes, wurde unter dem Künstlernamen Lara Wendel als Schauspielerin und Fotomodell bekannt. Auch Sohn Michael Barnes war als Kind in Nebenrollen zu sehen. Im italienischen Film Blutrausch von 1973 trat Britta Barnes zusammen mit ihren beiden Kindern auf.

## Filmografie (Auswahl)
- 1957/58: Rauchende Colts (Fernsehserie)
- 1958: Bronco (Fernsehserie)
- 1959: Rio Bravo (Rio Bravo)
- 1960: Robin Hood und die Piraten
- 1960: Die Karawane nach Zagora (El secreto de los hombres azules)
- 1961: Piratenkapitän Mary (Le avventure di Mary Read)
- 1961: Der schwarze Brigant (Il segreto dello sparviero nero)
- 1962: Kapitän Sindbad (Captain Sindbad)
- 1963: Winnetou 1. Teil
- 1963: Zorro, der Mann mit den zwei Gesichtern (Il segno di Zorro)
- 1964: Unter Geiern
- 1965: Duell vor Sonnenuntergang
- 1965: Der Ölprinz
- 1966: Winnetou und das Halbblut Apanatschi
- 1967: Feuer frei auf Frankie
- 1967: Der Gehetzte der Sierra Madre (La resa dei conti)
- 1967: Giarrettiera Colt
- 1967: Ein Halleluja für Django (La più grande rapina del West)
- 1967: Tal der Hoffnung (Clint el solitario)
- 1967: Liebesnächte in der Taiga
- 1968: Carrera – Das Geheimnis der blonden Katze (El magnifico Tony Carrera)
- 1968: Django – Ein Sarg voll Blut (Il momento di uccidere)
- 1968: Ich spreng’ Euch alle in die Luft – Inspektor Blomfields Fall Nr. 1
- 1969–1971: Bonanza (Fernsehserie)
- 1970: High Chaparral (Fernsehserie)
- 1972/73: Kobra, übernehmen Sie (Fernsehserie)
- 1973: Ein Fremder ohne Namen (High plains drifter)
- 1973: Geier kennen kein Erbarmen (Cahill U.S. Marshal)
- 1973: Kung Fu (Fernsehserie)
- 1975: Die Flucht zum Hexenberg (Escape to Witch Mountain)
- 1977: Panik in der Sierra Nova (Day of the Animals)
- 1977: Ein anderer Mann, eine andere Frau (Un autre homme, une autre femme)
- 1977: Elliot, das Schmunzelmonster (Pete's Dragon)
- 1978: Der Mann aus San Fernando (Every Which Way But Loose)
- 1980: Bronco Billy
- 1985: Fackeln im Sturm (North and South) (Fernsehserie)